# 反骨搭檔組
反骨搭檔組（Vengaboys）是一個荷蘭鹿特丹的歐陸舞曲團體，由兩位荷蘭製作人威塞爾·范·迪彭和Dennis van den Driesschen創設，成員包括金·薩薩伯恩、Denise Post-Van Rijswijk 、Robin Pors和Donny Latupeirissa。反骨搭檔組在1990年代取得商業上的成功，以歌曲《我們喜歡派對！》、《砰砰砰碰！》和《我們要去伊比沙島》聞名。他們的作品在全球累積的銷量超過2500萬份，2001年5月2日，世界音樂獎授予反骨搭檔組年度最佳舞蹈團體獎。

## 外部連結
- 官方网站